# Bernhard Wündisch
Bernhard Karl Otto Wündisch (* 1948 in Berlin) ist ein deutscher Finanzbeamter und Politiker (SED). Er war 1990 amtierender Oberbürgermeister der Stadt Frankfurt (Oder).
Wündisch wuchs in Berlin-Lichtenberg auf. Sein Vater war Wehrmachtsoffizier gewesen und baute in der DDR die National-Demokratische Partei Deutschlands auf. Nach dem Abitur studiert Wündisch Ökonomie mit dem Schwerpunkt Steuern.
Wündisch arbeitete bis 1983 im Rat des Bezirkes Frankfurt in der Abteilung Finanzen für das Referat Steuern und Abgaben. Am 1. Januar 1983 wurde er zum Frankfurter Stadtrat für Finanzen und Preise gewählt. Ab Mitte Dezember saß er als Vertreter der Stadtverwaltung am Runden Tisch der Stadt. Nach der Erkrankung von Fritz Krause übernahm Wündisch von Februar bis Mai 1990 das Amt des Oberbürgermeisters.
Nach der Übergabe der Amtsgeschäfte am 21. Mai 1990 wurde Wündisch durch die Bezirksverwaltungsbehörde beauftragt, neue Finanzämter im noch bestehenden Bezirk Frankfurt (Oder) aufzubauen. Er zog als Abgeordneter für die SED-Nachfolgepartei PDS im Frankfurter Stadtparlament. Wündisch trat 1992 trat Wündisch aus der PDS aus und gab 1993 sein Abgeordneten-Mandat ab. In den Folgejahren war er Vorsteher der Finanzämter Brandenburg (1993–1996), Cottbus-Mitte (1996–1999) und Eberswalde (1999–2014).
Wündisch lebt heute im Ruhestand in Eberswalde.